# Cessna 190
Le Cessna 190 est un avion monomoteur de transport léger à ailes hautes, muni d’un empennage conventionnel arrondi, d’un train d’atterrissage classique fixe, et capable de transporter quatre passagers.
Son premier vol a lieu en 1945 et a été construit en 1 180 exemplaires.

## Histoire
Vers la fin de la Seconde Guerre mondiale, Cessna met au point un avion de transport léger directement inspiré de son Model 165 pour répondre à la forte demande pressentie dans l’aviation civile. Le prototype du nouveau Model 190, qui est le premier Cessna entièrement construit en aluminium, fait son premier vol en 1945.
Les premiers appareils de série sont disponibles à partir de 1947. Deux modèles sont présentés : les Cessna 190 et 195, dont la principale différence se situe au niveau du moteur. En effet, le Model 190 est équipé d’un moteur en étoile Continental, alors que le Model 195 est motorisé par un Jacobs, également en étoile. Dans les deux cas, le moteur entraine une hélice bipale à vitesse constante.
Le fuselage de ces appareils est plus large que d’autres Cessna, à cause de la dimension du moteur, et la visibilité vers l’avant n’est pas très bonne. La cabine peut accueillir jusqu’à cinq personnes, le pilote et un passager sur les deux sièges de devant et jusqu’à trois personnes sur la banquette arrière. On y accède par une porte sur le côté droit du fuselage, un marchepied se déployant lors de l’ouverture de la porte. Les ailes, en position haute, sont arrondies à leurs extrémités. L’empennage conventionnel est constitué d’une dérive et de stabilisateurs horizontaux de formes arrondies. Le train d’atterrissage classique est fixe, le train principal peut être légèrement pivoté par le pilote durant le vol, afin de permettre un atterrissage par vent de travers avec un angle de 15° avec l’axe de la piste.